# Cytoprocte

Schéma représentant une paramécie. Légende : 1 - vacuole contractile, 2 - canaux radiaux, 3 -vacuole alimentaire, 4 - macronoyau, 5 - micronoyau, 6 - cils vibratils, 7 - péristome, 8 - cytopharynx, 9 - cytostome, 10 - cytoprocte.

Le cytoprocte, chez certains protozoaires, est une structure spécialisée servant à l'élimination des déchets. En biochimie, lieu d'élimination des déchets dans l'ectoplasme des ciliés, également appelé pore anal.

## Représentation courante
Le cytoprocte chevauche le cytostome monté de cytopharynx, en contact avec les vacuoles digestives.

## Sources
1. ↑  Encyclopédie française, « Cytoprocte »